# Abad de Balmerino
El abad Balmerino (más tarde comendador de Balmerino) era el líder de la comunidad monástica cisterciense de la abadía de Balmerino así como de las tierras que le pertenecían. La abadía se fundó en 1229 por monjes venidos de la abadía de Melrose bajo el mecenazgo de Ermengarda de Beaumont y su hijo el rey Alejandro II de Escocia.

## Lista de abades
- Alan, 1229-1236
- Radulf, 1236-1251
- John, 1251-1252
- Adam, 1252-1260
- Adam, 1260-1270
- William de Perisby, 1270
- Thomas, 1270/1306
- William, 1296
- Alan, 1317
- Hugh, ~1369
- Patrick, 1369-1380x
- John Plater, x 1392
- John Gugy, x 1394-1399 x 1402[1]
- John de Hailes,[2] 1399x1402-1435x1436
- Richard de Coventry, 1436-1464
- William Cameron, 1436
- Henry Mason, 1450
- Walter Bunch, 1464[3]
- James Rait, 1466-1468 x 1469[4]
- William Bell, 1468-1483
- Walter Bunch (again), 1482-1486 x 1504
- Walter Ruch, 1483
- Henry Knollis, 1484
- Robert Fairweather, 1486
- James Forman, 1504-1507
- Robert Forrester, 1511-1559 x 1561
- Henry Roche, 1532
- John Stewart, 1535

## Lista de comendadores
- John Hay, 1561-1573
- Henry Kinnear, 1574-1603
- John Kinnear, 1582
- Robert Auchmutie, 1604-1607

## Ver
- Abadía de Balmerino

- Datos: Q4664214